# João de Meneses, capitão de Arzila e Azamor
D. João de Meneses (c. 1460 - Azamor 15 de maio de 1514) foi um militar português, 1.º capitão de Azamor e capitão de Arzila.
D. João de Meneses, filho de D. João de Menezes, 4º senhor de Cantanhede e de Leonor da Silva, chegou a levar os seguintes títulos : Alcaide-mor do Cartaxo, Comendador de Mogadouro (Ordem de Cristo) & Comendador de Aljezur, Camareiro-mor do príncipe D. João , Governador da Casa do príncipe D. João , Guarda-mor de D. Afonso.

## Aio de D. Afonso
Nos Anais de Arzila, Bernardo Rodrigues conta-nos a fatalidade da morte de D. Afonso, filho do rei D. João II, em terça-feira 13 de Julho de 1491 e como esse dia  ficou maldito para D. João de Meneses:
"À terça feira Dom João de Meneses não avia de cometer cousa alguma polo que lhe aconteceo na morte do principe Dom Afonso, como é notorio e sabido a todos os deste reino.
"Dizem que estando no Algarve, em um lugar seu que se chama Aljazur, em uma terça feira, lhe dérão cartas d'el-rei Dom João o segundo e do principe Dom Afonso seu filho, que fose à corte, e se fez prestes e partio a outra terça feira, e tardando oito dias no caminho chegou a Santarem, donde el-rei e o principe estavão, outra terça feira, e dahi a oito dias, outra terça feira, correndo a carreira em Alfange, levando o principe pela mão, caio do cavalo, da qual queda logo morreo. Deste tão desestrado caso lhe ficou tão grand odio e agouro que nunca a terça feira cometeo cousa alguma, posto que depois foi capitão d'Arzila e d'Azamor e se lhe oferecêrão casos suficientes ; e dizia Dom João que em tal dia se pudesse escusar abrir as portas o faria."

## Capitão de Arzila (1495)
Pedro de Mariz, nos seus Diálogos de Vária História diz dele : "foy hum dos mais estimados fidalgos, que em todos os Reynos de Hespanha houve em muito tempo ; levando muita ventagem em armas, & prudência a muitos, que por estas qualidades, erão excellentes".
Em Dezembro ( ou próximo dele) de 1495 "foy cousa maravilhosa, que no mesmo dia em que [ D. Manuel I ] em a Villa de Montemór o Novo ordenava estas cousas em favor de Affrica [ mandando "prover em muita abundância todos os lugares, que naquella costa possuíamos" ], se alcançou nella huma grande vitória ; sendo Ministro della o capitão-mor, & Governador de Arzilla, Dom João de Menezes, da casa de Cantanhede ".
Estando ausente D. Vasco Coutinho, capitão oficial de  Arzila, tinha-lhe substituido nesse cargo, seu sobrinho Dom Rodrigo Coutinho (filho de D. Álvaro Gonçalves Coutinho, 5º marechal de Portugal). Mas logo tinha sido desbaratado pelos "dous famosos Alcaides Barráxa (Mulei Ali ibne Raxide, alcaide de Xexuão) , & Amadarim (Cide Almandri, alcaide de Tetuão), izentos da obediencia delRey de Féz (Maomé Xeique )."
D. João entrou então no Governo de Arzila, em lugar de Dom Rodrigo, e determinou, em primeiro lugar reduzir os rebeldes pela força, à obediença.
Pediu socorro a Lopo Vaz de Azevedo, capitão de Tânger, que lhe enviou o adail Pedro Leitão, com cinquenta cavaleiros escolhidos. D. João tinha ele saído de Arzila com cento e cinquenta cavaleiros. Reuniram-se e marcharam durante a noite para não serem sentidos antes de chegarem à primeira aldeia de rebeldes.
Mas sucedeu que ao mesmo tempo, "Barraxa (Mulei Ali ibne Raxide) Almandarim (Cide Almandri II) com Muça e Acobe, alcaides do rei de Fez", que "andavão muy alterados por a vitoria, (...) e andavão hora Senhores do campo, & vinhão  [ também ] sobre as Aldeas nossas tributarias com duas mil lanças, e oitocentos homens de pé. "
Dom João não podia voltar, compreendendo que perseguido, se perderia sem remédio, com sua reputação. Resolveu envesti-los por surpresa.
Dividiu a armada em três exércitos. O primeiro confiado a Pedro Leitão, com os cavaleiros de Tânger, querendo lhes fazer honra como a hóspedes, com o maior perigo ; o segundo confiou-o a D. João de Meneses , (também chamado D. João da Cunha) de alcunha o ladrão, seu sobrinho, filho do conde Dom Pedro de Meneses, com trinta cavalos ; e o resto reservou-o para ele mesmo. Animou os soldados com palavras de fé, e avançaram.
Os mouros, ao vê-los tão poucos, confiados no seu número, não se organisaram e atacaram. Os de Tânger receberam-nos, com muito ânimo, durante um bom tempo, antes de se retirarem pouco a pouco. Chegaram então os cavaleiros de D. João ladrão, que atacandos os mouros por outro lado, deram nova confiança aos primeiros, que voltaram a suster o combate.
Pareceu então a D. João de Menezes, tempo oportuno para avançar "com o restante das forças, e o fez com tanto valor e fortuna, que os mouros, depois de de alguma resistencia, começaram a ceder. Apertando-os o capitão (...) poz por fim em fuga, os mouros ", "& lhe foy no alcanse mais de duas léguas, matando quatrocentos, & dezoito de cavallo, & cativando vinte, & oito ; & hum rico despojo em que entravão oitenta, & cinco cavallos de preço, & todas as bandeiras dos alcaides, que mandou a este Reyno. "

## Capitão de Arzila (09/01/1502 - 1506)

### A cadela de Tânger
Em 9 de Janeiro de 1502, por ordem de D. Manuel I a capitania de Arzila foi entregue de novo a D. João, em substituição do seu cunhado o conde de Borba D. Vasco Coutinho, que se encontrava em Portugal.  Esta substituição ficou a dever-se ao aumento da conflitualidade com os mouros, e o filho de D. Vasco, D. João Coutinho sendo aínda muito novo.
Sabendo D. João de Meneses que o rei de Fez, Maomé Xeique, " & seu irmão, andavão em campanha, com doze mil homens de cavallo, & muita pionagem ; & que muy furioso hia sobre Tânger : de que Dom Rodrigo [ de Castro, capitão de Tânger ] , não podia ser avisado senão por mar, & a pressa não dava lugar a dilaçoens, mandou atar huma carta em que lhe dava esta conta, metida em cera, ao pescosso de huma cadella de Tanger, que a caso estava àquella hora em Arzilla ; & à boca da noite a mandou pór fora, primeiro muy bem assoutada : & ella se deu também com o negocio, que chegou a tempo, que Dom Rodrigo foy avisado, & se aparelhou de maneira, que quando elRey chegou á Cidade, & a cometeo com tamanho exercito, sahio a elles Dom Rodrigo, & animosamente os cometeu". Mas os mouros muito numerosos, não só resistiram mas levaram o melhor e teve D. Rodrigo que se recolher, e " lhe matarão hum filho & oito cavalleiros, & a elle derão húa lançada, que lhe pregarão o rosto com o pescoço (...), & ainda com tudo isto não poderão fechar a porta, nem correr a tranca mais, que té o meyo, que fez Ruy Martinz o derradeiro, que entrou ".
"Partido de Tanger elRey de Féz, Maomé Xeique, foy com a mesma gente sobre Arzilla, onde Dom João de Menezes acudio logo, & sahio ao campo, com quinze de cavallo, a ver o que passava nelle, deixando os outros em a villa velha. E achando os corredores d'elRey de Féz, se começou a retirar às lançadas, com as quaes apertarão tanto com elle os Mouros, que lhe foy forçado voltar a elles ; mas nesta volta não se achando mais, que com quatro, com elles somente fez tanto em armas, que os Mouros se espantavão, & não podião crer, o que seus olhos vião, & suas carnes sentião : até que acudindo cincoenta dos que ficarão atrás, derão com tanto esforço nos Mouros, que os levarão de vencida hum grande espasso, matando, & ferindo nelles.(...) Começou a passar avante pelo meyo de todo o exercito dos inimigos. Mas lá vendose sem os seus, fez volta pera se recolher, & nella lhe matarão alguns cavalleiros de nome, & lhe ferirão quasi todos, & a elle cõ huma lança de  arremesso, lhe passárão as armas: cõ tudo isto chegou aos que estavam na villa, com os quaes fez huma cõprida volta aos Mouros, & os lançou fóra, da tranqueira cõ morte de muitos, e grande numero de cativos: e entre elles morreu hum famoso Alcaide (...). E entre estes trabalhos hum mouro de cavallo deu muito que rir a muitos, que lamentar a si só: porque deixando elle hum tão grande exercito jà entrado nas tranqueiras de Arzilla, & Dom João Capitão della com tão poucos, metido no meyo de tantos, que todos lhe procurávão a morte : se apartou (...) & não vendo no campo mais, que sinaes de morte, deu o negocio por concluido, & se meteo pelas portas da villa muito cõfiado: onde logo foy desenganado, com a hõra que se costuma aos cativos. "
isto se passou segundo Pedro de Mariz em 1501 ; a 6 de Março segundo o Gabinete Historico, não se sabendo de que ano, e segundo Rodrigues de Matos  terá ocurido em 6 de Março de 1503.

### Larache
"E porque em o porto da cidade de Larache, cinco léguas de Arzilla, estavão certas galés, & gâleotas de Mouros, que pouco havia tinhão tomado algumas naos nossas, que também tinhão naquelle porto, determinou Dom João de Menezes não sofrer aquella injuria : & pera isto armou três caravellas, & com outras tres, que andavão no estreito, as foy cometer dentro no porto da cidade ; & a força de armas, rendeo huma galé real do Alcaide Almandarim (Cide Almandri), & a queimou (...) & todos os que sahirão à defenção della forão desbaratados de maneira, que pode Dom João trazer cinco galeotas, dous bargantins, & huma das nossas caravellas somente, por não estarem as outras em parte conveniente a mais que a lhe porem o fogo com que arderão. E porque quando a gente da cidade, acabou de se armar pera acudir a isso, já Dom João de Menezes tinha concluido com a empresa, (...) elle se foy recolhendo vitorioso, sem perder mais, que hum homem. Ousadia, que deu muito em que cuidar muitos dias aos Mouros : porque até quelle tempo nunca tal acontecera naquelle porto, nem depois se sabe, que acontecesse. E elRey Dom Emanoel estimou tanto este feito,que falava nelle muitas vezes por maravilha : & acabou de entender, & confessar,  que Dom João de Menezes, excedia a todos os que por valerosos na guerra erão estimados no mundo. E isto foy a 24. de Julho, de 1504. "

## Capitão de uma armada aAzamorem 1508
Sucede-lhe em Arzila D. Vasco Coutinho de volta da sua ida a Portugal, provavelmente "no fim de 1505, ou princípios de 1506".
Em 1507 vai "com três caravelas sondar as barras dos rios de Azamor, da Mámora, de Salé e Larache, acompanhado do Duarte de Armaz «grande pintor que traçou e debuxou  as entradas dêstes rios e a situação da terra» (Góis, Crónica de D. Manuel, P.II, cap.27).
Em 1508 é capitão de uma armada a Azamor :
"Neste (...) anno de mil,& quinhentos, & oito, mandou el Rey Dom Emanoel húa armada a Affrica,em que hião quatrocentos homens, de cavallo,& dous mil de pé, & por Capitão da empresa Dom João de Menezes,(...); pera que conquistasse a cidade de Azamor. E mandou elRey tão pouca gente a huma empresa tão grande, contra o parecer dos mais experimentados ; &  enganado de alguns, que com falsas apparencias, & demonstraçoens lho fizerão parecer assi conveniente : principalmente o moveo muito hum Mouro, que havia sido Rey de Mequinez, & andando desterrado, veyo a este Reyno, & se offereceo, que elle com todas suas valias ajudaria á conquista, por ser morador em Azamor, & se faria seu vassallo. Mas ainda que Dom João de Menezes  chegou á cidade, & a esbombardeou, & desembarcou em terra animosamente, & lhe deu hum combate rijo, & bem pelejado, té pregarem as lanças nas portas dellas todavia era ella tão populosa, & forte, & estava tão bem apercebída pera aquella conquista, & tinha em sua defenção tantos mouros, que Dom João não pode mais fazer, que depois de muitas mortes de parte a parte, recolherse a salvamento. "
Participaram à empresa, Rodrigo de Melo, conde de Tentugal, e D. João Mascarenhas, capitão de jinetes, e Parece que também vieram D. João de Meneses, conde de Tarouca, e seu filho Dom Duarte que vinha de suceder a seu pai na capitania de Tânger.
O piloto mor era Bastião Rodrigues Berrio, de Tavira, que era, segundo outra fonte ( Bernardo Rodrigues ), quem tinha vindo anunciar a oferta de Azamor. "Mulei Zião, [ era ] senhor de Mequinez, (...) Mulei Naçar, irmão del-rei de Féz, Mulei Mafamade (Maomé Bortucali ), o avia deitado fora dele [ de Mequinez ] ". Por isso pediu o auxilio do rei Dom Manuel. Mas, entretanto "tendo muitos parentes em Azamor, o chamarão e o levantarão por senhor e rei ; e , por esta causa" não se quiz submeter. Quando a armada chegou a vila estava fechada e preparada. E vendo-a tão pequena, os habitantes zombavam de Bastião Rodrigues Berrio, dizendo: "Asi Berrio, com quatro caravelas, quereis tomar Azamor ? ".

## Cerco de Arzila
D. João parte então para Tânger e uma parte da Armada para Alcácer-Ceguer. Mas em 15 de Outubro desse mesmo ano, o rei de Fez, Mulei Mafamade (Maomé Bortucali), com seus alcaides Cide Alé Barraxe (Mulei Ali ibne Raxide, alcaide de Xexuão)  e Almenderim (Cide Almandri, alcaide de Tetuão), atacam Arzila com uma poderosa armada, que consegue apoderar-se da vila, ficando apenas o castelo às mãos dos portugueses. D. Vasco Coutinho seu capitão pede ajuda, e a armada de D. João, com seus principais, e o capitão de Tânger, D. Duarte,  aparece dois dias mais tarde à meia noite, mas só na quinta feira 21 de Outubro, é que conseguem desembarcar, os primeiros dias por o mar impedir os barcos de se aproximar, e terça feira devido a superstição de D. João de que é feita menção ao princípio do artigo. Depois com a ajuda também do conde Pedro Navarro, "com três mil, & quinhentos soldados, com que então se achava acompanhado: com estes & com os da companhia de Dom João, quiz elle dar batalha a elRey de Féz, & pera isso começou aparelhar, como quem sabia, que só a vista de semelhante ousadia, havia de quebrar os corações aos Mouros. Mas elRey o não quiz esperar por estar jà desconfiado de tomar a villa, & polo muíto danno, que cada momento recebia, & esperava receber se retirou. "

## 1° capitão de Azamor

### Batalha de Azamor
"AINDA, Que elRey Dom Emanoel, tinha por tributaria a Cidade Azamor em Affrica, todavia desejava ser Senhor della : porque muitas vezes lhe negava o tributo, & se ajuntava com seus inimigos; polo, que determinou mandalla conquistar. E pera isso era o anno do Senhor mil,& quinhentos,& treze, mandou fazer huma poderosa armada (...) com o o Duque de Bragança Dom Gemes, (...) por General". A armada "foy surgir duas léguas de Marzagão a 28 de Agosto (...). De Marzagão partio o exercito ao primeiro de Setembro. (...) Em Azamor mandou logo dar o primeiro combate" e durante a noite os seus moradores fugiram da cidade. "Ao outro dia, sendo o Duque avisado do que passou, deu logo graças a Deos publicamente, & com grande triumpho entrou na cidade, & muito mayor contentamento em o seu animo, por huma tão grande, & tão barata vitoria, que lhe não custou nem hum só homem.(...) E todas as mais cousas da Cidade novamente conquistada, ordenadas como convinha ao governo, & defenção della, se veyo o Duque de Bragança ao Reyno, deixando (...) por Capitão-mór do exercito Dom João de Menezes. "

### Batalha da fonte do Bolião (Boulaouane)
"Passada esta vitoria, logo o anno seguinte de 1514 soube Dom João de Menezes, que ainda estava em Azamor, que os Reys de Féz, & Mequinez se aparelhavão pera virem com todo seu poder sobre Azamor & pera começar a guerra, & cerco, mandavão diante dous seus Alcaides famosos, com muitos, & bons cavalleiros, & gente de guerra, que por todos erão quatro mil de cavallo, & grande numero de pé [ erão eles, segundo Bernardo Rodrigues o alcaide de Mequinez Mulei Naçar, irmão do rei de Fez, Mulei Mafamade (Maomé Bortucali), e Latar, alcaide de Tedola ] . E parecendo a Dom João de Menezes, que desbaratando estes Alcaides, se escusaria o cerco, que os Reys lhe querião por : se ajuntou com Nuno Fernandez de Attaide [ capitão de Safim ] com as suas quatrocentas lanças, & com o Mouro amigo Iheabenafut [ (Ou Ta'Fouft), Bérbero , que se apresentava como "aquele que é encarregado na cidade de Safim da execução das leis do império"] com mil, & quinhentas lanças: & elle com oitocentos homens de cavallo, & mil de pé [ e também com Martim Afonso de Melo Coutinho, capitão de Mazagão, o adail Fernão Caldeira de Arzila,  & os xeques ou cabildas  Jacó Ben Gariba,  Aubdá, & Algaravia: ] derão todos sobre os Alcaides, que confiados em sua multidão, & fama, os receberão com muito animo,& com o mesmo se começarão a defender como cavalleiros: mas os nossos com tanto impeto, & fervor entrárão, & continuarão a batalha, que foram os Alcaides desbaratados, ficando hum delles morto no campo, com mais de dous mil, & seiscentos de cavallo: & o outro se salvou deixando a lança, adarga, & cavallo, pera com mais dissimulação, & ligeireza o poder fazer. Morrerão mais sete Xeques, pessoas entre elles de grande authoridade; & da gente de pé hum grandissimo número."
Mas vendo os inimigos desbaratados, muitos dos portugueses lançaram-se a perseguilos sem ordem, até que muitos encontrando-se separados,  foram mortos : assim aconteceu a "muitos sobrinhos de D. João" e particularmente a Dom Garcia, filho do conde de Cantanhede, irmão de D. João, e Aires Télez, e 25 outros fidalgos, e mais de 40 homens. " Teve lugar esta batalha na sexta-feira santa 14 de Abril de 1514".

## Morte
Desgostoso com esse desastre D. João retirou-se para Azamor, diz Bernardo Rodrigues, "não saio mais de casa, nem se ergueo de uma cama, até que faleceo, não querendo ver ninguém." p. 115.
Dom Manuel "o mandou visitar com palavras de excelente principe, mandando-lhe o titulo de conde D'Aljazur ", enviando-lhe segundo Pedro de Mariz "muitos agradecimentos dos assinados serviços, que lhe fazia, & das famosas obras, que em seu nome acabava, rogando-lhe muito, por seu amor quisesse ainda ficar naquella nova cidade mais dous mezes; passados  os quaes viria receber o galardão de seus ferviços que lhe satisfaria como merecia. " Em resposta a isso "fez um vilancete e trovas, que andão no Cancioneiro português, que dizem :
| “ | Tirai-vos lá desenganos não venhais a tempo que não prestais           | ” |
|   | — Garcia de Resende, Cancioneiro Geral, I, p.132-3 (ed. de Stuttgart). |   |

Tinha casado com Isabel de Mendanha. Sem descendência.